# Carasí
Carasí es un municipio filipino de quinta categoría perteneciente a  la provincia de Ilocos Norte.

## Geografía
Tiene una extensión superficial de 82.97 km² y según el censo del 2007, contaba con una población de 1.435 habitantes y 214 hogares; 1.473 habitantes el día primero de mayo de 2010
Se trata de un territorio montañoso de difícil acceso, con  dos ríos  Cora y Macuton.

### Barangayes
Carasí se divide, a los efectos administrativos, en 3 barangayes o barrios, todos de  carácter rural, incluida su Población que es Barbaqueso.
| - Angset | - Barbaqueso (Población) | - Virbira |